# جان مارك مورميك
جان مارك مورميك (بالفرنسية: Jean-Marc Mormeck)‏ مواليد 3 يونيو 1972 في بوانت-آه-بيتر، غوادلوب، فرنسا، هو ملاكم فرنسي يصنف ضمن فئة الوزن الثقيل. حقق بطولة رابطة الملاكمة العالمية وبطولة المجلس العالمي للملاكمة.

## إحصائيات
خاض خلال مسيرته 43 نزالا، فاز في 37 وخسر في 6. فاز بالضربة القاضية في 23 نزالا.

## وصلات خارجية
- جان مارك مورميك على موقع IMDb (الإنجليزية)
- جان مارك مورميك على موقع بوكس ريك (الإنجليزية) (registration required)

- الموقع الرسمي